# 566-та фольксгренадерська дивізія (Третій Рейх)
566-та фольксгренадерська дивізія (Третій Рейх) (нім. 566. Volksgrenadier-Division) — піхотна дивізія народного ополчення (фольксгренадери) вермахту за часів Другої світової війни.

## Історія
566-та фольксгренадерська дивізія сформована 26 серпня 1944 року у ході 32-ї хвилі мобілізації у IX військовому окрузі на навчальному центрі Вільдфлеккен (нім. Truppenübungsplatz Wildflecken) за рахунок частин піхотної дивізії «Рьон». Але вже 17 вересня 1944 року її підрозділи пішли на доукомплектування 363-ї фольксгренадерської дивізії.

## Райони бойових дій
- Німеччина (серпень — вересень 1944)

## Командування

### Командири
- генерал-лейтенант Август Деттлінг (нім. August Dettling) (26 серпня — 17 вересня 1944)

### Склад
| 1944                                      |
| ----------------------------------------- |
| 1156-й гренадерський полк                 |
| 1157-й гренадерський полк                 |
| 1158-й гренадерський полк                 |
| 1566-й артилерійський полк                |
| 566-й протитанковий дивізіон              |
| 1566-та рота зв'язку                      |
| 1566-те дивізійне управління забезпечення |